# Fluorid železnatý
Fluorid železnatý (FeF2) je anorganická sloučenina patřící mezi halogenidy železa.
Při pokojové teplotě je paramagnetický, při ochlazení pod 78,3 K (−194,8 °C) se změní z neuspořádané paramagnetické formy na uspořádanou antiferromagnetickou formu. FeF2 tvoří tetrahydrát FeF2·4H2O, který je častokrát nazýván stejnojmenně.

## Příprava
Bezvodá forma může být připravena slučováním prvků:
Fe + F2 → FeF2
nebo reakcí ostatních železnatých halogenidů, či jiných železnatých solí nebo oxidu železnatého s kyselinou fluorovodíkovou:
FeCl2 + 2 HF → FeF2 + 2 HCl
FeCO3 + 2 HF → FeF2 + H2O + CO2.

## Použití
Fluorid železnatý se používá na výrobu keramiky a jako katalyzátor některých reakcí v organické chemii.

## Vybrané fyzikální vlastnosti
FeF2 sublimuje mezi 958 a 1178 K (685 a 905 °C).
Pro výpočet atomizační energie Fe+ je navržena následující reakce:
{\displaystyle {\ce {FeF2 + e -> Fe+ + F2 + 2e}}}
Druhá možnost zápisu reakce je následující:
{\displaystyle {\ce {FeF2 + e -> Fe+ + 2F + 2e}}}